# Axel von Bonsdorff
Axel Robert von Bonsdorff, född 17 september 1869 i Kangasala, död 14 december 1945 i Helsingfors, var en finländsk läkare.
von Bonsdorff avlade medicine och kirurgie doktorsexamen 1913. Efter specialisering i epidemiologi och studier i tuberkulosbehandling i Schweiz och Tyskland utnämndes han till överläkare för Nummela sanatorium (öppnat 1903). Han handhade denna befattning till 1936 och intog en ledande ställning inom lungtuberkulosvården i landet under denna tid. Han var 1925–1929 docent i ftisiologi vid Helsingfors universitet. År 1928 förlänades han  professors titel.
Han var adoptivfar till överläkaren Robert von Bonsdorff.

### Uppslagsverk
- Bonsdorff, Axel von i Uppslagsverket Finland (webbupplaga, 2012). CC-BY-SA 4.0